# Astragalus habaheensis
Astragalus habaheensis är en ärtväxtart som beskrevs av Ying Xing Liou. Astragalus habaheensis ingår i släktet vedlar, och familjen ärtväxter. Inga underarter finns listade i Catalogue of Life.